# Kolczaki
Kolczaki (Echimyinae) – podrodzina ssaków z rodziny kolczakowatych (Echimyidae), wyglądem zewnętrznym zbliżonych do myszowatych.

## Zasięg występowania
Kolczaki występują w Ameryce Południowej. Prowadzą naziemny lub nadrzewny tryb życia.

## Systematyka
Do podrodziny kolczaków należą następujące plemiona:   
- Myocastorini Ameghino, 1902
- Echimyini J.E. Gray, 1825